# Dové Wome
Sename Dové Wome Dobe, född den 8 juni 1991 i Fiokpo, är en togolesisk fotbollsspelare. För tillfället spelar han i den Sydafrikanska klubben Mamelodi Sundowns FC.

## Karriär
Wome påbörjade sin karriär i Maranatha FC och fick säsongen 2008/2009 förtroende i 23 stycken matchen. Säsongen därpå lånades han ut till den ghananska klubben Liberty Professionals där han fick förtroende i 2 matcher. Ännu en säsong därefter så såldes han till den Syf Afrikanska klubben Free State Stars FC där han än idag spelar. 

## Landslagskarriär
Den 6 september 2009 vart Wome för första gången kallad till landslaget, detta i en VM-kvals match mot Marocko.  Han fick dock bara nöta bänk i den matchen. En månad senare spelade han sin debutmatch för landslaget, detta i en träningsmatch den 14 oktober 2009 mot Japan. Han gjorde sitt första mål i landslagssammanhang i en träningsmatch mot Bahrain, matchen slutade dock i förlust för Togo med 1-5.
2013 vart han kallad till de Afrikanska mästerskapet